# KZ-Außenlager Ganacker

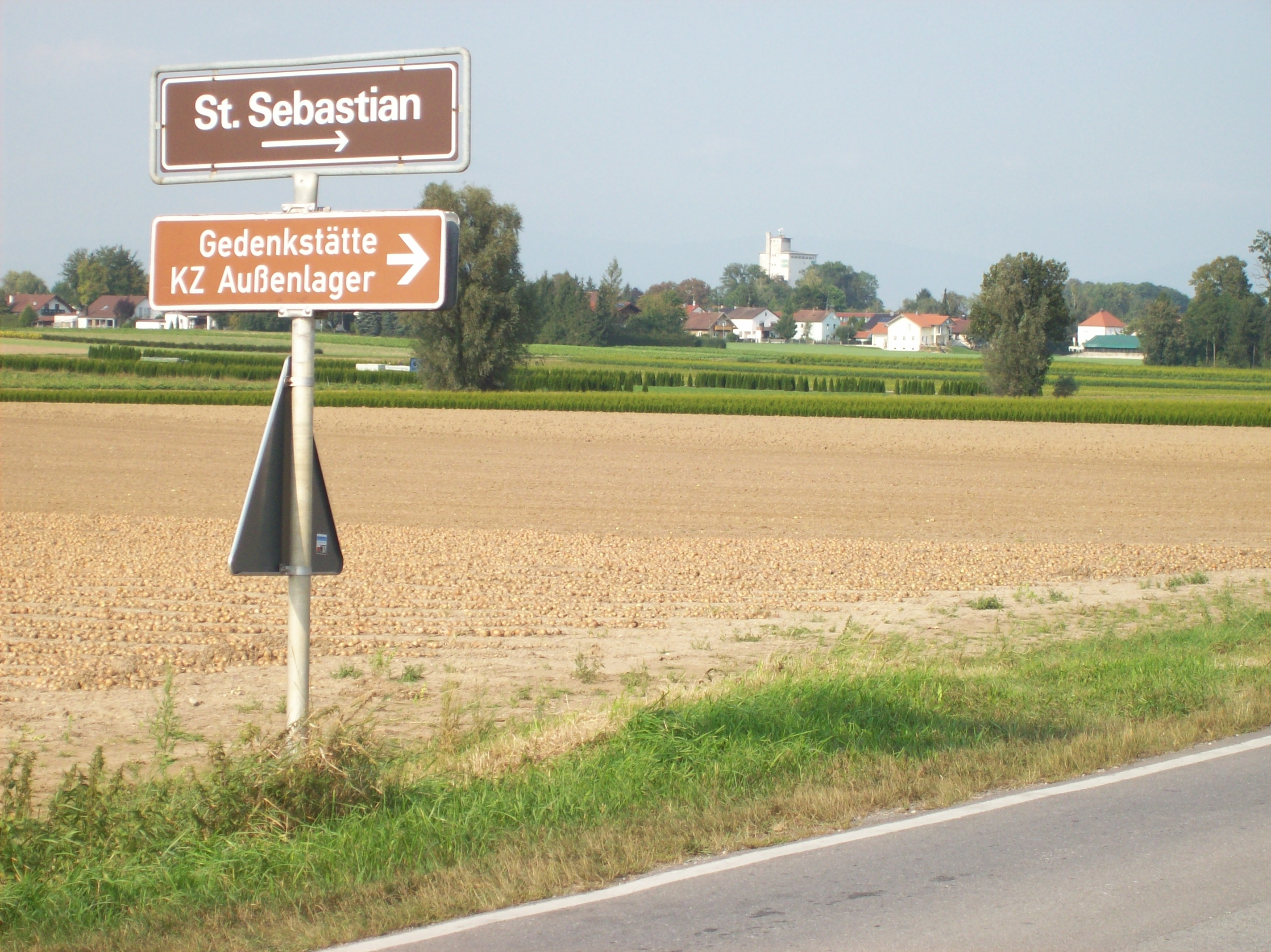
Abzweigung zur KZ-Gedenkstätte Ganacker

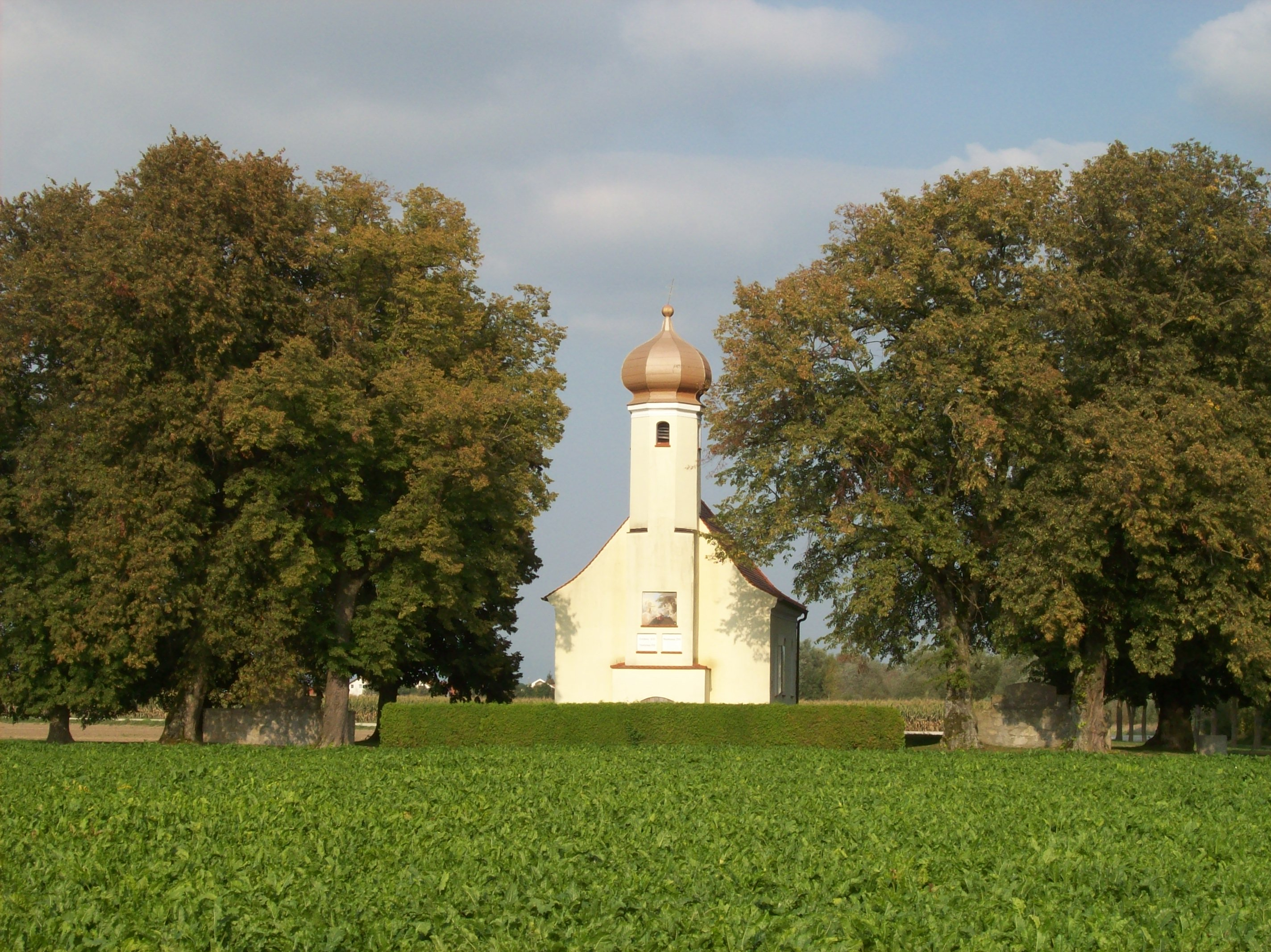
St. Sebastianikirchlein, bei den Bäumen die Gedenksteine

Das KZ-Außenlager Ganacker in der Erlau war ein Außenlager des KZ Flossenbürg vom 20. Februar 1945 bis 24. April 1945. Benannt wurde das Konzentrationslager nach dem Einsatzort der Häftlinge, dem Flugplatz Landau-Ganacker, Niederbayern.
1938 war das KZ Flossenbürg in der nördlichen Oberpfalz seiner Bestimmung als Arbeitslager übergeben worden. Es war 1939 für etwa 3000 Häftlinge ausgelegt und entsprechend ausgebaut. Dem Hauptlager Flossenbürg waren später organisatorisch rund 100 Außenlager unterstellt. Im Außenlager Ganacker, nördlich von Landau an der Isar, waren Häftlinge untergebracht, die kriegswichtige Vorhaben erledigen sollten, hier hauptsächlich den Ausbau und die Instandhaltung eines Fliegerhorstes.
Ob das Außenlager nach Aussagen Einheimischer schon Ende 1944 oder nach Aktenaufzeichnungen erst am 21. Februar 1945 eröffnet wurde, ist nicht endgültig geklärt. Es war zunächst auf dem Gelände des Flugplatzes Landau-Ganacker untergebracht. Dort war ein Jagdgeschwader stationiert. Für den Einsatz der Me 262 musste eine neue Betonstartbahn gebaut werden.
Als die Luftangriffe zunahmen, wurde das KZ-Außenlager in die ca. 2 km Luftlinie vom Flugplatz entfernte Erlau, nahe Wallersdorf verlegt. Die Erlau ist ein naturnahes Laubwäldchen westlich von Wallersdorf. Das Lager wurde nördlich der Bahnstrecke München nach Plattling und südlich der ehemaligen Bundesstraße 11 am Waldrand errichtet. Es lag vor einem Wäldchen, dem „Pfarrerholz“.

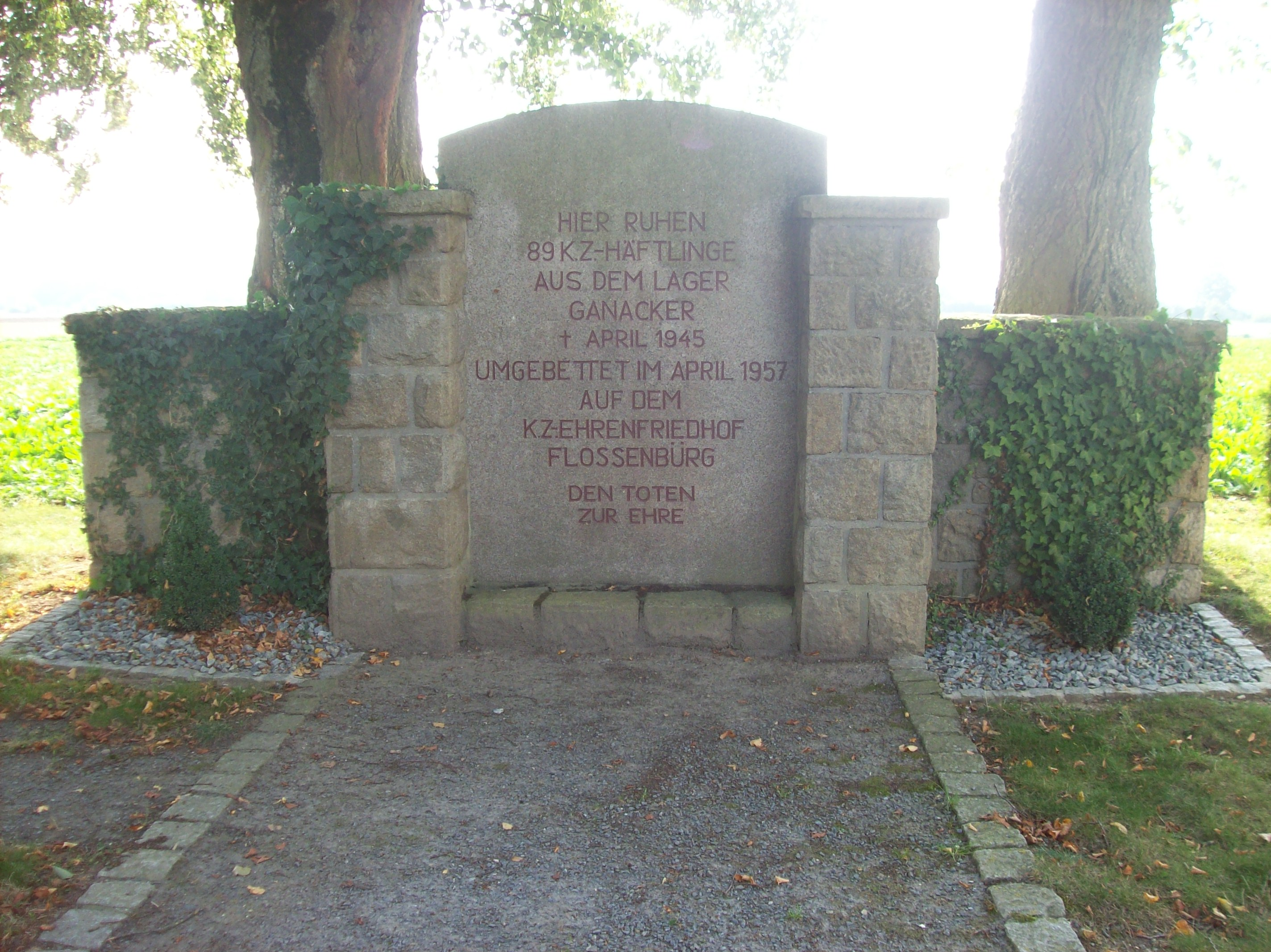
KZ-Gedenkstätte Ganacker, südlicher Gedenkstein

Es gab etwa 500 männliche Häftlinge, zumeist Juden. Sie kamen aus ganz Europa. Die KZ-Häftlinge mussten dort unter erbärmlichen Bedingungen hausen. Sie vegetierten in feuchten Erdlöchern, den „Finnen“, bei Regen und Schnee. Es war von den Lebensbedingungen her eines der allerhärtesten und berüchtigsten Lager. Mindestens 138 Häftlinge kamen ums Leben. Der damals dort inhaftierte Jude Israel Offmann, der nur knapp überlebte, schilderte die Verhältnisse im Außenlager Ganacker in einem Rundfunkinterview so: „Auschwitz war ein 5-Sterne-Hotel und Ganacker war die Hölle.“ Offmann hatte beide Lager erlebt und konnte sie vergleichen.
Israel Offmann weiter: „Ganacker war gegenüber anderen Lagern ein Provisorium. In notdürftig eingerichteten Behausungen lagen die Häftlinge wie Murmeltiere in ausgehobenen Erdhöhlen, die mit Stroh ausgelegt waren.“
Am 23. April 1945 begann die SS mit der „Räumung“ des Außenlagers in der Erlau. Die US-Armee war täglich zu erwarten. Vom 2. März 1945 bis zum 23. April 1945 sind 138 Häftlinge im KZ-Außenlager umgekommen. Es handelte sich wohl um schwerkranke, total erschöpfte und nicht gehfähige Personen.
Im Wäldchen gleich hinter dem Lager und einem nahen Waldstück westlich davon wurden die Leichen notdürftig verscharrt. Ein Teil der Häftlinge wurde dann bei dem nahegelegenen Kirchlein St. Sebastian begraben und 1957 auf den KZ-Friedhof Flossenbürg umgebettet.